# Gheris Es-Soufli
Gheris Es-Soufli (franska: Gheris Es-Soufli (CR), Gheris Es-Soufli (Commune Rurale), arabiska: اغريس العلوي) är en kommun i Marocko.   Den ligger i provinsen Errachidia och regionen Drâa-Tafilalet, i den nordöstra delen av landet, 300 km sydost om huvudstaden Rabat. Antalet invånare är 6 742.